# Pendanthura rarotonga
Pendanthura rarotonga är en kräftdjursart som beskrevs av Brian Frederick Kensley 1979. Pendanthura rarotonga ingår i släktet Pendanthura och familjen Anthuridae. Inga underarter finns listade i Catalogue of Life.